# Mimoopsis
Mimoopsis is een kevergeslacht uit de familie van de boktorren (Cerambycidae). De wetenschappelijke naam van het geslacht werd voor het eerst geldig gepubliceerd in 1942 door Breuning.

## Soorten
Mimoopsis omvat de volgende soorten:
- Mimoopsis crassepuncta Breuning, 1942
- Mimoopsis fuscoapicatus (Fairmaire, 1879)
- Mimoopsis insularis (Breuning, 1939)
- Mimoopsis postalba Breuning, 1966